# Діскавері-Бей (Каліфорнія)
Діскавері-Бей (англ. Discovery Bay) — переписна місцевість (CDP) в США, в окрузі Контра-Коста штату Каліфорнія. Населення — 15 358 осіб (2020).

## Географія
Діскавері-Бей розташоване за координатами 37°54′28″ пн. ш. 121°35′53″ зх. д. / 37.90778° пн. ш. 121.59806° зх. д. (37.907674, -121.597955).  За даними Бюро перепису населення США в 2010 році переписна місцевість мала площу 18,23 км², з яких 16,11 км² — суходіл та 2,13 км² — водойми. В 2017 році площа становила 12,93 км², з яких 9,78 км² — суходіл та 3,15 км² — водойми.

## Демографія
Згідно з переписом 2010 року, у переписній місцевості мешкали 13 352 особи в 4702 домогосподарствах у складі 3733 родин. Густота населення становила 732 особи/км².  Було 5403 помешкання (296/км²).
Расовий склад населення:
| - 81,7 % — білих - 4,1 % — чорних або афроамериканців - 3,9 % — азіатів - 0,6 % — корінних американців - 0,4 % — вихідців з тихоокеанських островів - 3,5 % — осіб інших рас |

До двох чи більше рас належало 5,7 %. Частка іспаномовних становила 15,5 % від усіх жителів.
За віковим діапазоном населення розподілялося таким чином: 26,9 % — особи молодші 18 років, 62,0 % — особи у віці 18—64 років, 11,1 % — особи у віці 65 років та старші. Медіана віку мешканця становила 39,6 року. На 100 осіб жіночої статі у переписній місцевості припадало 101,0 чоловіків;  на 100 жінок у віці від 18 років та старших — 100,1 чоловіків також старших 18 років.
Середній дохід на одне домашнє господарство  становив 119 352 долари США (медіана — 106 529), а середній дохід на одну сім'ю — 123 326 доларів (медіана — 106 816). Медіана доходів становила 80 087 доларів для чоловіків та 56 151 долар для жінок. За межею бідності перебувало 5,9 % осіб, у тому числі 6,8 % дітей у віці до 18 років та 4,4 % осіб у віці 65 років та старших.
Цивільне працевлаштоване населення становило 7051 осіб. Основні галузі зайнятості: освіта, охорона здоров'я та соціальна допомога — 20,7 %, роздрібна торгівля — 13,3 %, науковці, спеціалісти, менеджери — 12,3 %.